# Джарвис, Сет
Се́т Джа́рвис (англ. Seth Jarvis; род. 1 февраля 2002, Виннипег) — канадский хоккеист, нападающий клуба «Каролина Харрикейнз».

## Карьера

### Клубная карьера
Начал карьеру в клубе «Портленд Винтерхоукс», в котором в сезоне 2019/20 заработал рекордные для себя 98 очков, забросив 42 шайбы. По окончании сезона, в октябре 2020 года был выбран на драфте НХЛ под общим 13-м номером клубом «Каролина Харрикейнз». 28 декабря подписал с «Харрикейнз» трёхлетний контракт новичка.
Дебютировал в НХЛ 31 октября 2021 года в матче против клуба «Аризона Койотис», в котором он заработал первое очко; матч завершился победой «Харрикейнз» со счётом 2:1. В дебютном сезоне заработал 40 очков, забросив 17 шайб и отдав 23 передачи.
16 февраля 2023 года в матче с «Монреаль Канадиенс» оформил первый в карьере хет-трик; матч закончился со счётом 6:2 в пользу «ураганов».
31 августа 2024 года подписал с «ураганами» новый контракт сроком на 8 лет, общая сумма которого составила 63,2 миллионов долларов.